# سنجاب زمینی زرین‌پوش آبشار
سنجاب زمینی زرین‌پوش آبشار (نام علمی: Callospermophilus saturatus) نام یک گونه از سرده سنجاب‌های زمینی زرین‌پوش است.